# Даниленко, Валентин Николаевич
Валенти́н Никола́евич Даниле́нко (6 июля 1913, с. Ново-Михайловка, Таврическая губерния (ныне Мелитопольский район, Запорожская область) — 9 октября 1982, Киев) — советский археолог, доктор исторических наук, профессор.

## Биография
Валентин Николаевич Даниленко родился в 1913 году в селе Ново-Михайловка.
В нескольких километрах от родного села Валентина Николаевича находится памятник Каменная могила, который стал для него делом жизни. В начале сельским краеведом, потом молодым сотрудником Мелитопольского краеведческого музея В. Н. Даниленко занимался исследованием памятника. В 1934 году его настойчивые обращения в Институт Археологии АН УССР способствовали включению Каменной могилы в план исследовательских работ института. Фактически молодой Даниленко открыл Каменную могилу для современной науки. С 1932 по 1935 год учился на историческом факультете Мелитопольского педагогического института. В 1936—1938 годах участвовал в первых исследовательских экспедициях Института археологии АН УССР на Каменную могилу, во время которых, главным образом, благодаря его помощи, исследователи открыли более 30 новых плит с петроглифами. С 1939 по 1940 году окончил аспирантуру Института истории материальной культуры (Ленинградское отделение АН СССР).
С началом Великой Отечественной войны в 1941 году ушёл на фронт народным ополченцем. Благодаря знанию нескольких языков и исследовательским навыкам стал разведчиком, войну закончил в должности начальника следственной части разведотдела штаба 40-й армии, имел звание майора, награждён боевыми орденами и медалями. В 1945 году вернулся к археологии.
С 1946 года работал под руководством известного советского археолога П. П. Ефименко. В 1958 году В. Н. Даниленко проводил исследования в урочище горы Пивиха. На основании полученного материала он выделил новую культуру и дал ей название — «Пивихинская». В 1965 году В. Н. Даниленко закончил работу над рукописью труда «Неолит Украины», состоявшего из шести глав. Но в 1969 году были опубликованы только её четыре первые главы. За эту монографию, защищенную в декабре 1970 г. в Ленинградском университете, В. Н. Даниленко было присвоено степень доктора исторических наук. Шестая глава после незначительной доработки была опубликована в 1974 г. как монография «Энеолит Украины». Пятая глава увидела свет как книжка «Космогония первобытного общества» только в 1997 г., через 15 лет после смерти ученого. Посмертно была опубликована и его монография «Кам’яна Могила» (1986). В ней он подвел итог своих исследований этого памятника, где в 1973 году обнаружил еще два грота, которые содержали уникальные петроглифы. Однако точка зрения учёного о том, что петроглифы Каменной могилы возникли во времена палеолита, около 15 — 20 тыс. лет до н. э., широкой поддержки не получила. Большинство исследователей придерживается более поздней датировки памятника. Последней работой В. Н. Даниленко стала монография «Космогония первобытного общества», изданная посмертно в 1997 году.
Скончался В. Н. Даниленко скоропостижно, от инсульта в Киеве, в 1982 году. Останки были кремированы, а пепел захоронен в колумбарии Байкового кладбища Киева.

## Научная и педагогическая деятельность
Одним из учеников В. Н. Даниленко является Ирина Фёдоровна Ковалёва — украинский историк и археолог, основатель днепропетровской школы археологии, доктор исторических наук, заслуженный профессор ДНУ, постоянный член координационного совета института археологии НАН Украины, член Европейского Союза Археологов, кавалер Ордена Св. Княгини Ольги и ряда других наград.

## Основные труды
- Неолит Украины: Главы древней истории Юго-Восточной Европы. — Киев: Наукова думка, 1969. — 257 с.
- Даниленко В. Н. Энеолит Украины: Этноисторическое исследование. — К.: Наукова думка, 1974.
- Даниленко В. Н., Токарева Р. Н. Башня Зенона. — (Археологические памятники Крыма). — Симферополь: Таврия, 1974. — 79 с.
- Даниленко В. М. Кам’яна Могила. — К.: Наукова думка, 1986. — 152 с.
- Даниленко В. Н. Космогония первобытного общества. — Фастов, 1997.

## Критика
…Человек, безусловно, неглупый и со способностями, он бросал порой интересные мысли, но школы у него не было (окончание вуза — Мелитопольского пединститута — зафиксировано только свидетельскими показаниями), методической четкости в работе тоже. Многим памятен шкафчик с полочками-стеллажами в его киевском кабинете. На каждой лежало по пять-шесть кремней и по три-четыре черепка, демонстрируя которые, Валентин Николаевич повествовал о своей многочленной периодизации неолита. Добиться — из раскопок этот материал или из сборов, комплексы это или нет, что найдено ещё, есть ли где-нибудь стратиграфические наблюдения — ни мне, ни кому-либо другому не удалось.— 